# Armentières-sur-Avre
Armentières-sur-Avre település Franciaországban, Eure megyében. Lakosainak száma 161 fő (2022. január 1.). Armentières-sur-Avre Chennebrun, Beaulieu, Saint-Victor-sur-Avre és Charencey községekkel határos.

## Népesség
A település népességének változása:
| Lakosok száma | 163  | 132  | 142  | 173  | 179  | 173  | 170  | 163  | 161  | 161  |
|               | 1968 | 1982 | 1990 | 2006 | 2013 | 2015 | 2017 | 2019 | 2020 | 2022 |